# Wyre (Orkneyeilanden)
Wyre is een bewoond eiland van de Orkneyeilanden en ligt ten noorden van Mainland, ten zuidoosten van Rousay en ten zuiden van Egilsay. Het kleine eiland heeft anno 2019 een veerbootverbinding met Rousay, Egilsay en Tingwall op Mainland. Het eiland heeft 18 inwoners en een oppervlakte van 3,11 km² (5,79 inw./km²).
Cubbie Roo's Castle, gebouwd rond 1145 v.Chr., vermoedelijk het oudste kasteel in Schotland, is gebouwd door de Noorse hoofdman Kolbein Hruga, wiens naam later verbasterd werd tot Cubbie Roo. Het kasteel, gelegen op een heuvel, bestaat uit een simpele stenen toren met muren van 1,7 meter dik, omringd door aardwerken. Zowel het kasteel als de hoofdman worden genoemd in de Orkneyinga Saga. Cubbie Roo is ook bekend als een reus in lokale folklore.
Van de twaalfde-eeuwse St Mary's Chapel, liggende aan de voet van de heuvel met het kasteel, is – op het dak na – het grootste deel bewaard gebleven. De christelijke kapel is vermoedelijk gewijd geweest aan Maria of Petrus.

## Geboren
- Edwin Muir (1887-1959)